# Arthur Nikisch
Arthur Nikisch est un chef d'orchestre, violoniste et pédagogue hongrois, né à Lébény-Szentmiklós le 12 octobre 1855 et mort à Leipzig le 23 janvier 1922.

## Biographie

### Les débuts
Il fait ses études musicales au conservatoire de Vienne où il apprend le violon, le piano et la composition avec comme professeurs Felix Otto Dessoff, Johann von Herbeck et Josef Hellmesberger II.
Dès l'année 1872 à Bayreuth, il participe comme violoniste à l'exécution historique (pour la pose de la première pierre du Festspielhaus) de la Symphonie no 9 de Beethoven sous la direction de Richard Wagner dont il sera un des héritiers spirituels de par sa vision expressionniste de la direction d'orchestre. Entre 1874 et 1877, il est premier violon à l'Opéra de Vienne. Il joue sous la direction de compositeurs illustres, alors souvent chefs d'orchestre, tels que Johannes Brahms, Franz Liszt, Richard Wagner ou Giuseppe Verdi.
En 1877, il est nommé chef des chœurs à l'opéra de Leipzig. Un an plus tard, il est assistant à la direction de l'orchestre, puis premier chef de 1882 à 1889. En 1884, il donne en création la Symphonie no 7 de Bruckner.
Entre 1889 et 1893, il dirige l'Orchestre symphonique de Boston. De retour en Europe, il prend en charge la direction musicale de l'opéra de Budapest jusqu'en 1895.

### Berlin et Leipzig

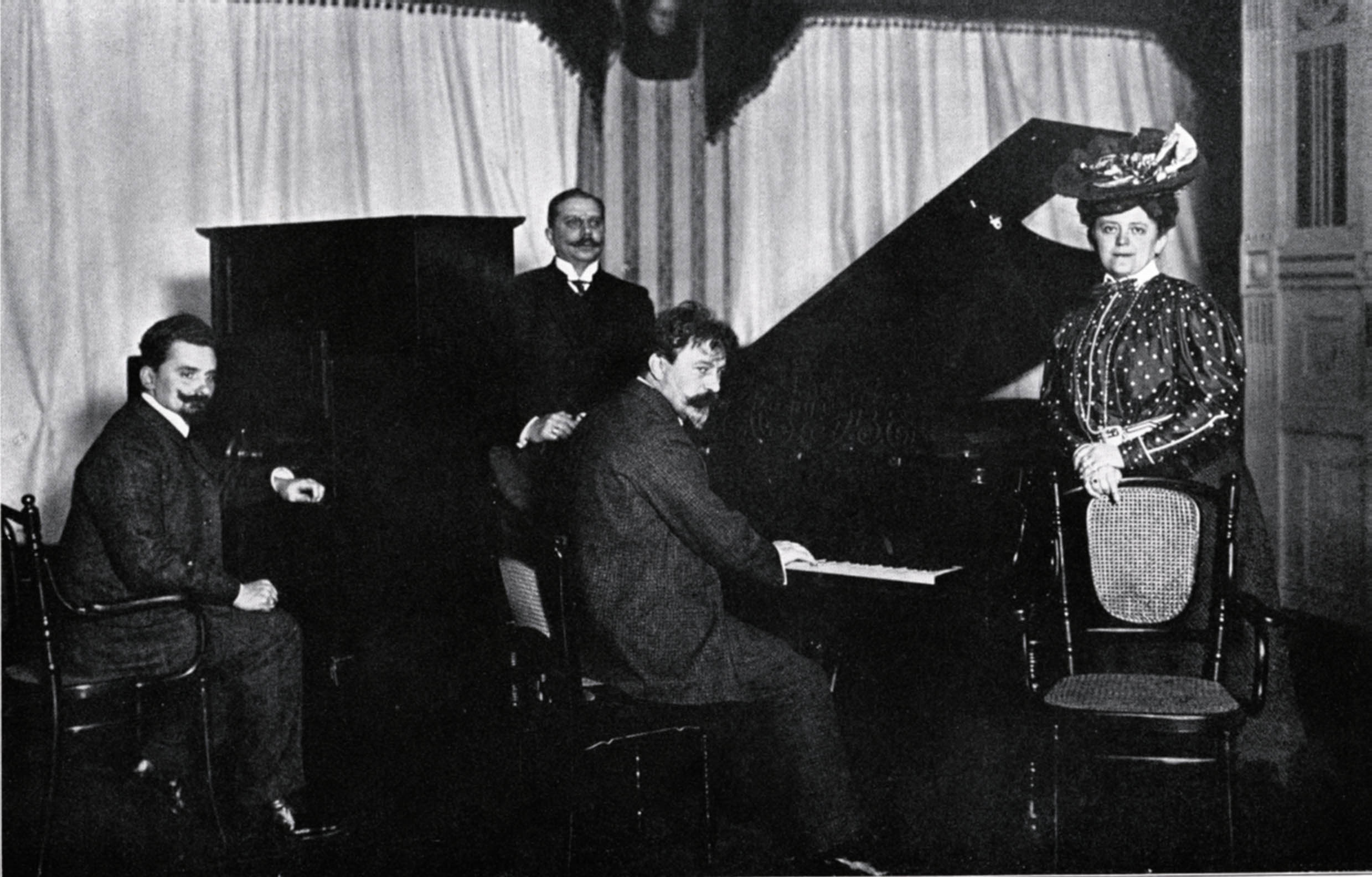
Nikisch au piano le 19 février 1906.

En 1895, il est appelé à conduire la destinée de deux des plus grands orchestres allemands : l'Orchestre du Gewandhaus de Leipzig et l'Orchestre philharmonique de Berlin comme successeur de Hans von Bülow, fonctions qu'il conservera pendant plus d'un quart de siècle, jusqu'à sa mort en 1922. Son successeur à la tête de l'Orchestre philharmonique de Berlin sera Wilhelm Furtwängler à qui il lègue un orchestre de très haute qualité artistique.
Il se consacre également à la pédagogie (directeur des études au conservatoire de Leipzig de 1902 à 1907).

### Le chef itinérant
À l'instar des chefs d'aujourd'hui, il parcourt le monde avec de nombreux orchestres en Europe d'abord, principalement en Angleterre. En 1912, il dirige la tournée de l'Orchestre symphonique de Londres aux États-Unis, une première pour un orchestre européen, témoignage de son engagement pour une diffusion plus internationale de la musique.

## Son art
Chef élégant au charisme inégalé, il est un peu abusivement considéré comme l'archétype du chef d'orchestre moderne ; pourtant sa fine analyse des œuvres, le respect de l'esprit, démentent l'image de « poseur » que certains de ses contemporains lui ont collée.
Sa prodigieuse technique de la direction d'orchestre, avec une battue très simple, lui permettait d'obtenir de tous ses orchestres une sonorité pleine, chaleureuse, chantante jusqu'aux tréfonds de la partition.
Arthur Nikisch fut admiré par de nombreux chefs d'orchestre et son art eut un impact immense sur celui de Wilhelm Furtwängler.
Ce dernier fut présenté à Nikisch en 1912 et eut toujours une admiration sans borne pour son aîné. À la mort de Nikisch,
c'est Wilhelm Furtwängler qui le remplaça, entre autres, au prestigieux Orchestre philharmonique de Berlin. Furtwängler se considéra toujours comme le fils spirituel de Nikisch. Madame Elisabeth Furtwängler, la femme du chef d'orchestre, raconta :

« [Furtwängler] affirmait qu'il avait tout appris d'Arthur Nikisch. Bien sûr, l'immense personnalité de Hans Pfitzner, son maître à Strasbourg, avait beaucoup compté, mais sur un autre plan. À ses yeux, parmi les chefs d'orchestre, nul autre qu'Arthur Nikisch n'était digne de considération. [...] « De lui j'ai appris le son, la façon d'obtenir le son ». »

## Discographie
- Ludwig van Beethoven, Symphonie n° 5, op.67 (1913), premier enregistrement mondial de l'œuvre et premier enregistrement d'une symphonie dans son intégralité, avec l'Orchestre philharmonique de Berlin. Dans le domaine public, disponible chez de nombreux éditeurs.
- Ludwig van Beethoven, ouverture d'Egmont (London Symphony Orchestra, 1914)
- Wolfgang Amadeus Mozart, ouverture des Noces de Figaro (London Symphony Orchestra, 1914)
- Carl Maria von Weber, ouverture du Freischütz et d'Oberon (London Symphony Orchestra, 1914)
- Franz Liszt, Rhapsodie hongroise n°1 (London Symphony Orchestra, 1914, et Berliner Philharmoniker, 1920)
- Hector Berlioz, Le Carnaval romain (Berliner Philharmoniker, 1920)